# My Hero (canción)
«My Hero» es el tercer sencillo del segundo álbum de Foo Fighters, The Colour and the Shape, y presenta un perfecto ejemplo del estilo de golpes fuertes con que Dave Grohl toca la batería. Según Grohl, la canción es una recreación de Mama, I'm Coming Home de Ozzy Osbourne. A pesar de que Dave mismo lo ha negado, se especula sobre el tributo que pudiera representar esta canción a su excompañero en Nirvana, Kurt Cobain. Otros creen que la canción trata sobre Jim Craig, portero de la selección estadounidense de hockey sobre hielo que ganó la medalla de oro jugando contra la Unión Soviética en los juegos olímpicos de 1980.
Grohl por su parte, ha explicado que la canción está dedicada a los héroes ordinarios de todos los días, ya que él mismo nunca tuvo héroes musicales o deportivos mientras creció.
Uno de los lados-b del disco es una versión de la canción Baker Street del cantante escocés Gerry Rafferty.
La canción se incluyó en la película y la banda sonora de Varsity Blues, así como en el filme Not Another Teen Movie y en los créditos finales del videojuego de PlayStation Gran Turismo 2.

## Versión acústica
Existe una versión acústica que Dave ejecutó en vivo en el programa de Howard Stern. No se ha editado en ningún álbum, pero se trata de una descarga popular en los sitios especializados. En un episodio del Late Show with Craig Kilborn posterior a los ataques del 11 de septiembre, Grohl y el bajista Nate Mendel tocaron nuevamente una versión acústica.
Otra versión igualmente acústica tocada por el grupo completo se encuentra disponilbe en el álbum en vivo y DVD de Skin and Bones.
El álbum del 2006 Sound of Superman incluye una versión acústico hecho por Paramore.
También tocaron una versión acústica en vivo durante la Convención Nacional Demócrata de 2012, tocando también la canción «Walk».

## Video musical
El videoclip de la canción fue dirigido nuevamente por Dave Grohl. Relata la historia de un hombre que entra corriendo a un edificio que está en llamas para rescatar objetos valiosos de varios inquilinos, empezando por el bebé de una mujer, el perro de otra y finalmente una fotografía enmarcada de esta primera. En una referencia humorística a la protección de la identidad en los noticieros y documentales, los ojos tanto del bebé como del perro se bloquean. El video se tomó en perspectiva de tercera persona y se presenta en una sola toma continua, aunque los cortes de transición reales se distinguen por el humo. El grupo se encuentra tocando la canción dentro del edificio.

## Track listing
1. "My Hero" - 4:21
2. "Baker Street" - 5:39
3. "Dear Lover" - 4:34
4. "Down In The Park" (cover de Gary Numan) - 4:04
5. "Enhanced Section" (solo versión en CD)

## Posición en las listas
| Año  | Lista                                   | Posición |
| ---- | --------------------------------------- | -------- |
| 1998 | Official UK Singles Chart               | N.º 21   |
| 1998 | Modern Rock Tracks (Estados Unidos)     | N.º 6    |
| 1998 | Mainstream Rock Tracks (Estados Unidos) | N.º 8    |
| 1998 | Official Euro Hot 100 Singles           | N.º 53   |